# Indywidualne Mistrzostwa Europy Juniorów na Żużlu 1984
Indywidualne Mistrzostwa Europy Juniorów na Żużlu 1984 – cykl turniejów żużlowych mających wyłonić najlepszych żużlowców do lat 21 na świecie. Tytuł wywalczył Brytyjczyk Marvyn Cox. Oficjalnie zawody rozegrane zostały pod szyldem indywidualnych mistrzostw Europy juniorów. W trzynastym biegu szwedzki zawodnik Leif Wahlman miał wypadek, następnego dnia zmarł w szpitalu w wyniku urazów.

## Finał
- 28 lipca 1984 r. (niedziela),  King’s Lynn

| Msc. | Zawodnik             | Kraj              | Pkt   |             |  |
| ---- | -------------------- | ----------------- | ----- | ----------- |  |
| 1    | Marvyn Cox           | Wielka Brytania   | 12    | (3,3,2,3,1) |  |
| 2    | Neil Evitts          | Wielka Brytania   | 11 +3 | (2,2,3,2,2) |  |
| 3    | Steve Lucero         | Stany Zjednoczone | 11 +2 | (2,3,2,1,3) |  |
| 4    | Hans Wahlström       | Szwecja           | 11 +1 | (3,3,u,3,2) |  |
| 5    | József Petrikovics   | Węgry             | 10    | (3,1,3,0,3) |  |
| 6    | Andy Smith           | Wielka Brytania   | 10    | (0,2,3,2,3) |  |
| 7    | Frank Andersen       | Dania             | 10    | (3,2,2,3,w) |  |
| 8    | Armando Castagna     | Włochy            | 8     | (1,0,2,2,3) |  |
| 9    | Lars Andersson       | Szwecja           | 8     | (1,3,1,1,2) |  |
| 10   | Oleg Wołochow        | ZSRR              | 6     | (2,1,0,2,1) |  |
| 11   | Leif Wahlman         | Szwecja           | 5     | (1,1,3,w,–) |  |
| 12   | Giorgio Zaramella    | Włochy            | 5     | (1,0,1,3,0) |  |
| 13   | Valentino Furlanetto | Włochy            | 4     | (2,2,0,u,0) |  |
| 14   | Flemming Rasmussen   | Dania             | 4     | (0,0,1,1,2) |  |
| 15   | Wojciech Załuski     | Polska            | 2     | (0,0,1,0,1) |  |
| 16   | Klaus Lausch         | RFN               | 1     | (w,1,0,–,–) |  |
|      | rez. Kurt Hansen     | Dania             | 1     | (0,1)       |  |
|      | rez. Jiří Brož       | Czechosłowacja    | 0     | (0)         |  |